# Liane Haid
Liane Haid, född 16 augusti 1895 i Wien, Österrike, död 28 november 2000 i Bern, Schweiz, var en österrikisk skådespelare. Haid medverkade i nära 100 filmer, majoriteten stumfilmer på 1910-talet och 1920-talet. Hennes genombrott kom med filmen Lady Hamilton 1921. Efter andra världskriget medverkade hon endast i en film 1953, Die fünf Karnickel, och lämnade därefter branschen.